# شادیه حیدری
شادیه حیدری (به سوئدی: Shadiye Heydari؛ زادهٔ ۱۹۶۷) سیاستمدار ایرانی-سوئدی و نماینده مجلس سوئد از حزب سوسیال دموکرات است.

## زندگی‌نامه
شادیه حیدری در ۱۵ ماه مه سال ۱۹۶۷ (میلادی) در ایران زاده شد. او به همراه خانواده از سال ۱۹۸۶ به سوئد مهاجرت نموده و در شهر سونسوال سکنی گزید و از سال ۱۹۹۶ به گوتنبرگ نقل مکان نمود. 
او در دوره ۲۰۱۰-۲۰۱۴ و ۲۰۱۴-۲۰۱۸ در ریکسداگ عضویت داشته و همچنین عضو کمیته بیمه های اجتماعی و معاون امور اجتماعی بوده و از سال ۲۰۱۴ به عنوان معاون نخست وزیر منصوب گردید. شادیه حیدری از سال ۲۰۱۰ در کمیته ها مختلف اجتماعی و دولتی و اتحادیه های مختلف عضویت داشته و فعالیت نموده است.

## جستارهای ویژه
- نامزدهای ایرانی تبار ۱۹ اکتبر، تجربه نماینده پارلمان بودن یک ایرانی در دنیا، ۲۰۱۵
- Swedish politician Shadiye Heydari visits His Holiness Mirza Masroor Ahmad in London, themuslimtimes